# Platshållare

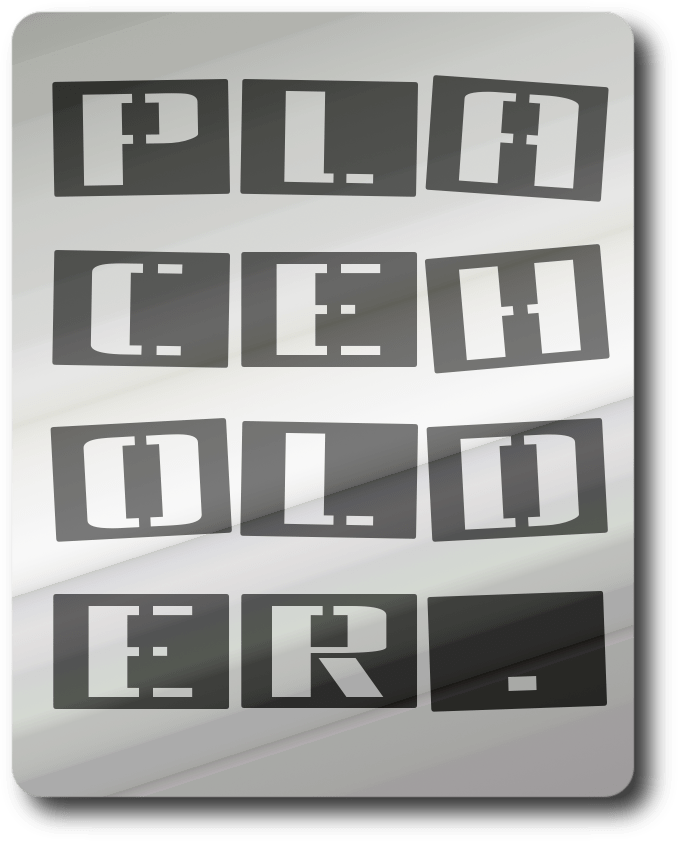
Platshållare för bilder i en galleri med den engelska texten placeholder.

Platshållare (engelska: placeholder) är en benämning som används för att beteckna att något håller eller reserverar en plats. En plats kan vara en del av en yta i en grafisk framställning. Platshållaren används för kunna göra klart övrigt grafiskt material runt platsen och få en uppfattning av hur slutresultatet kommer att bli.

## Datorkommunikation
Vid visning av webbsidor bidrar platshållare till att öka visningshastigheten i webbläsare. Ett bra exempel på detta är bilder som angetts med sina dimensioner. Webbläsaren kan då räkna ut hur det som kommer efter bilden kommer att se ut och visa allt annat material på sidan i väntan på att bilderna ska laddas.

## 19XX

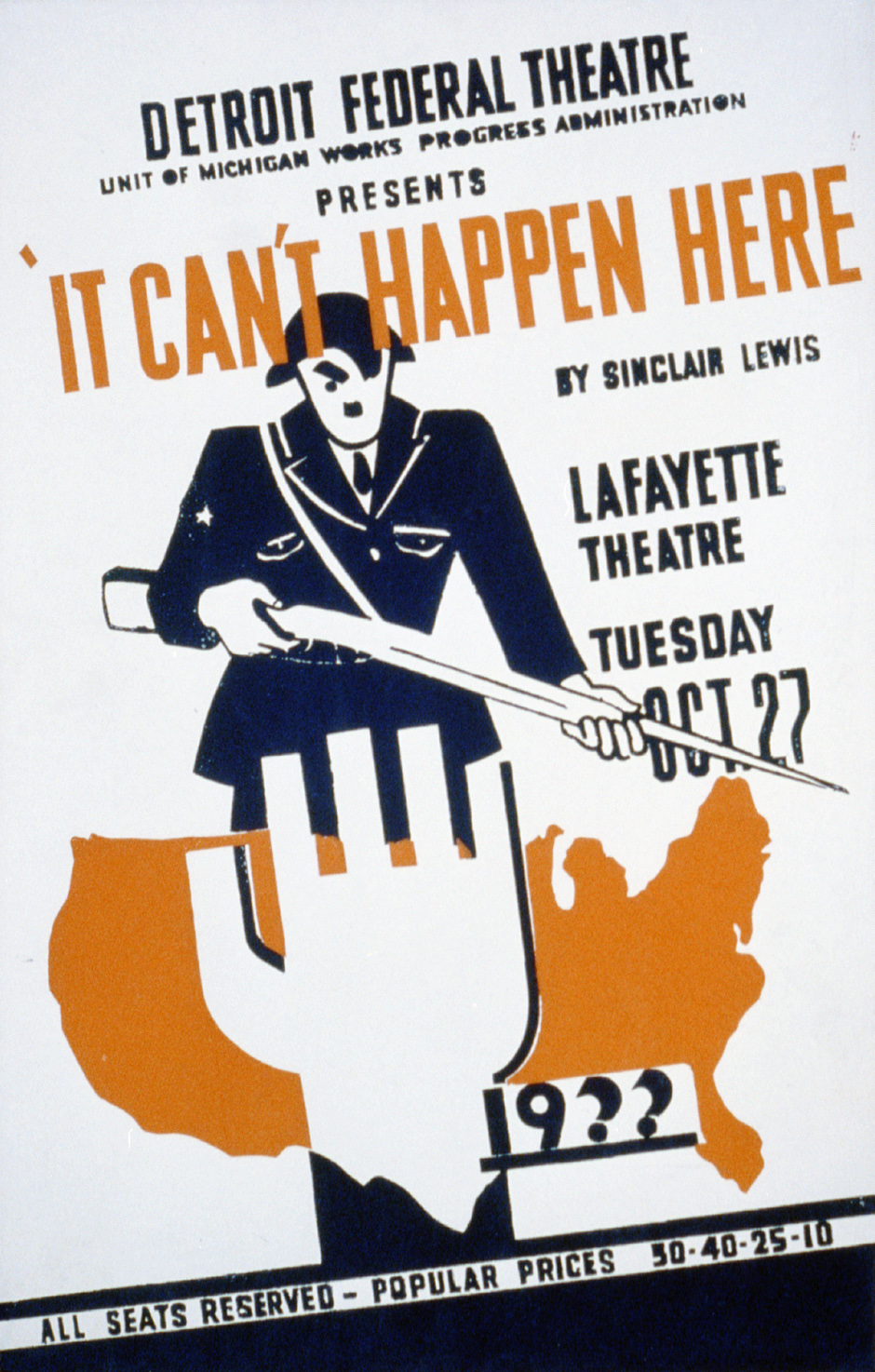
Poster för en teaterversion av It Can't Happen Here, cirka 1936-1937

19XX är ett platshållare-årtal. Alternativa versioner är 19??, 19xx, 19—, 19__, med mera. Ibland används 199X. Under 2000-talet har många ansett att det är utdaterat.

### Användning

#### Fiktion
Begreppet är vanligt i fiktion, och visar att något inträffar i framtiden, eller gjorde under ett visst århundrade. Genom detta kan författaren öka känslan av realism.

#### Fyll i-blanketter
Begreppet kan också används för papper som skall fyllas i, som "19__", där man kan skriva i siffror för alternativt år. Detta är vanligt på bankcheckar.

### Andra århundraden
För berättelser som utspelar sig i det förgångna, har "19XX" bytts ut mot andra århundraden, som Skattkammaröns "17__" eller Dr. Jekyll and Mr. Hydes "18--". Under 2000-talet har "20XX" ersatt 19XX.